# Loi sur Terre-Neuve
Lire en ligne

http://www.legislation.gov.uk/id?title=British+North+America+Act+1949

La Loi sur Terre-Neuve (Newfoundland Act en anglais) est une loi adoptée le 23 mars 1949 par le Parlement du Royaume-Uni qui confirme et donne effet aux termes de l'union qui a été entendue entre les dominions du Canada et de Terre-Neuve qui étaient jusque-là séparés. Originellement, elle portait le nom de « British North America Act 1949 », mais elle a été renommée lors du rapatriement de la Constitution du Canada en 1982.
Lorsque Terre-Neuve devint une province, le gouvernement du Canada a pris le contrôle du Newfoundland Railway (en), de l'aéroport de Terre-Neuve (de nos jours l'aéroport international de Gander), de la Broadcasting Corporation of Newfoundland (en), des services télégraphiques ainsi que d'autres services de compétence fédérale. Le gouvernement fédéral assuma également la responsabilité de la dette de Terre-Neuve.